# Navy Wife
Pour l’article homonyme, voir Navy Wife (film, 1935).
Pour plus de détails, voir Fiche technique et Distribution.
Navy Wife est un film américain réalisé par Edward Bernds, sorti en 1956.

## Fiche technique
- Titre : Navy Wife
- Réalisation : Edward Bernds
- Scénario : Kay Lenard d'après le roman Mother Sir de Tats Blain
- Direction artistique : Dave Milton (en)
- Photographie : Wilfrid M. Cline
- Montage : Richard Cahoon (en)
- Musique : Hans J. Salter
- Pays de production : États-Unis
- Format : Noir et blanc - 1,85:1
- Genre : comédie
- Durée : 83 minutes
- Date de sortie : 1956

## Distribution
- Joan Bennett : Peg Blain
- Gary Merrill : Jack Blain
- Judy Nugent (en) : Debby Blain
- Maurice Manson (en) : Capitaine Arwin
- Teru Shimada : Yoshida
- Tom Komuro : Ohara
- Shizue Nakamura : Mitsuko
- Robert Nichols : Oscar
- Carol Veazie : Amelia
- John Craven : Dr Carter
- Shirley Yamaguchi : Akashi